# Lista de picos ultraproeminentes do Japão
Esta é a lista dos 21 picos ultraproeminentes do Japão. A montanha mais proeminente é o Monte Fuji (3776 m de altitude e de proeminência), seguida pelo Monte Hotaka (3190 m de altitude e 2307 m de proeminência).

Monte Fuji.

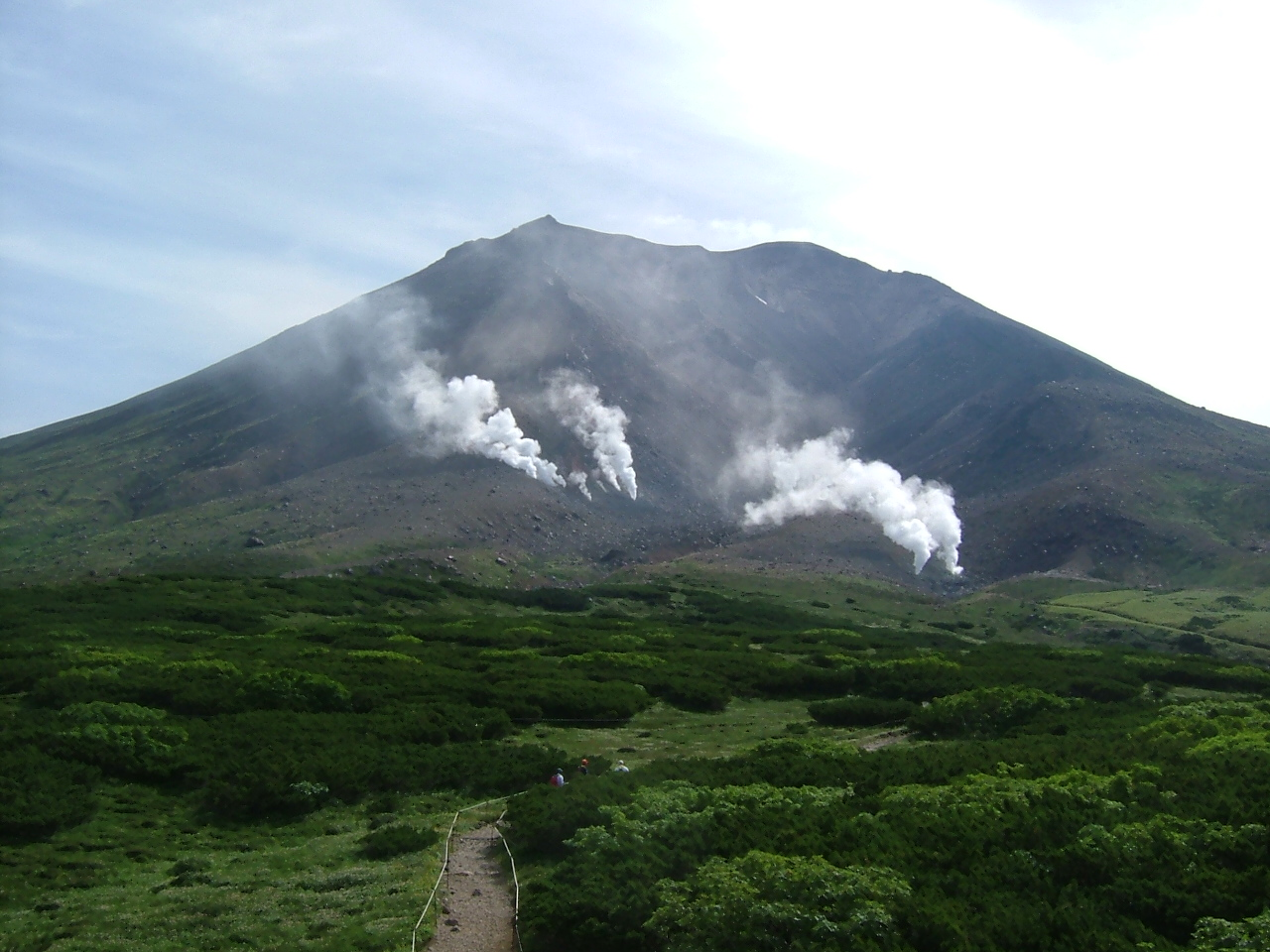
Asahidake.

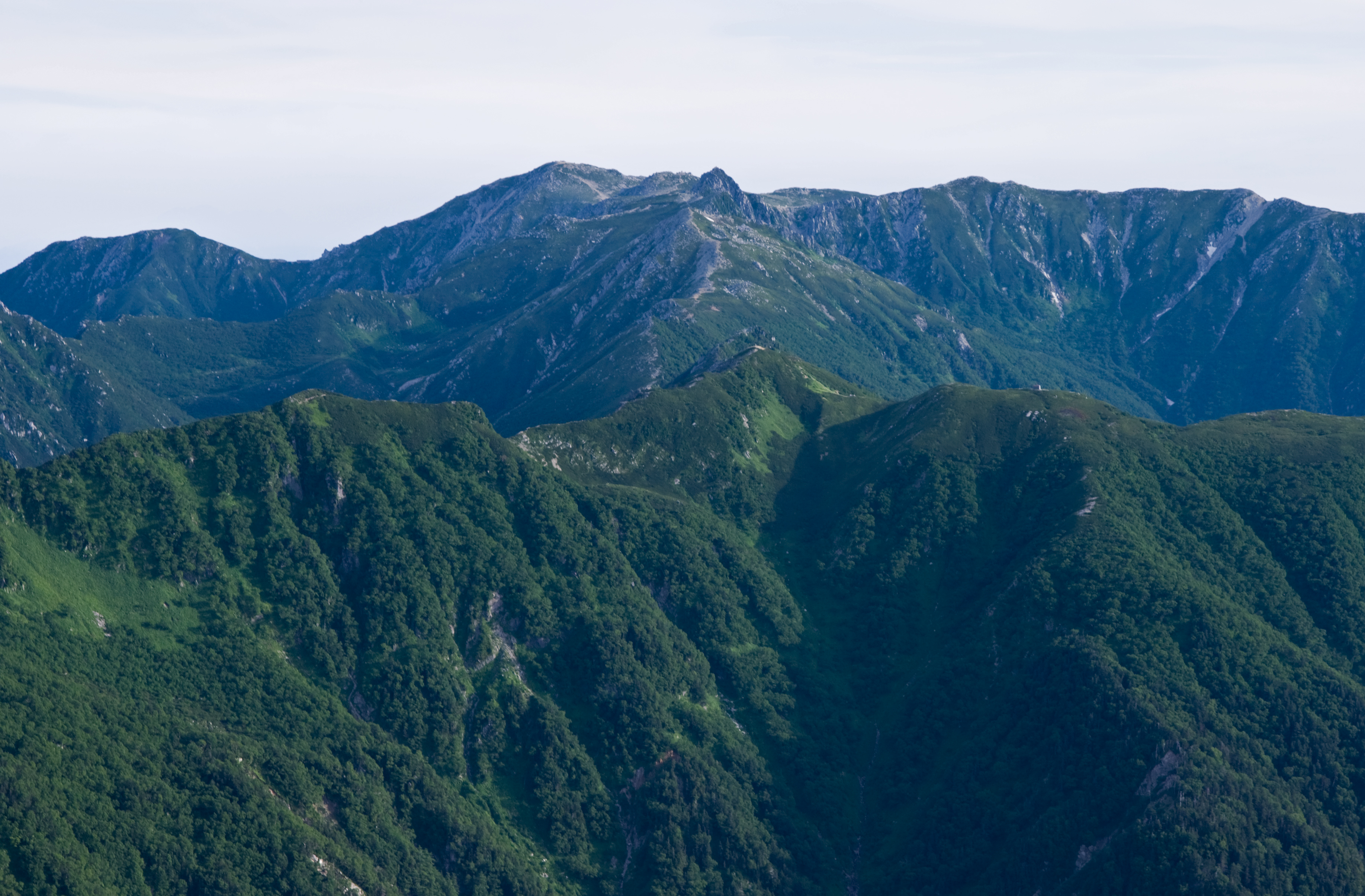
Monte Kisokoma.

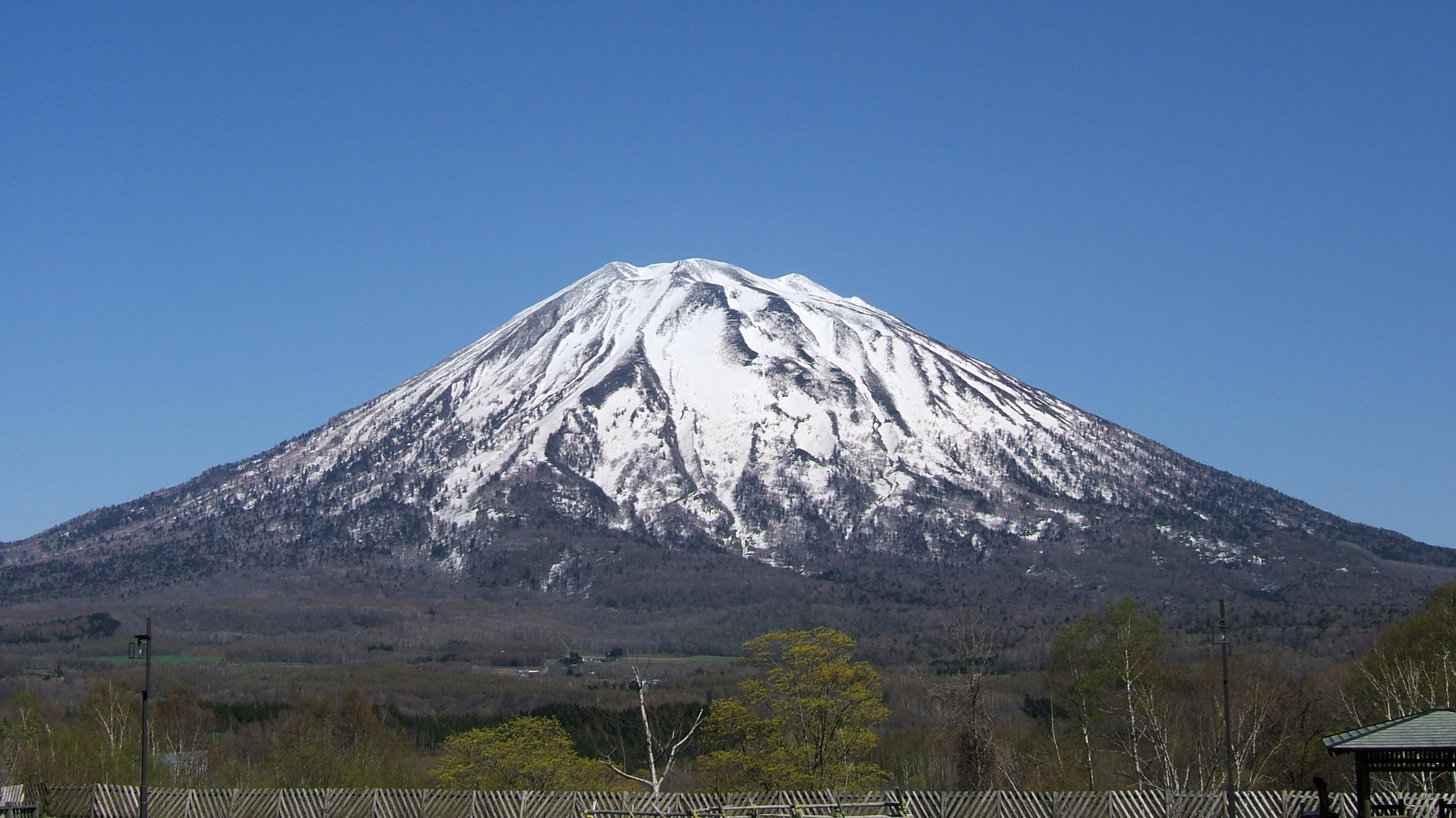
Monte Yōtei.

| N.º | Pico                | País              | Altitude (m) | Proeminência (m) | Colo (m) |
| --- | ------------------- | ----------------- | ------------ | ---------------- | -------- |
| 1   | Monte Fuji          | Japão (Honshū)    | 3776         | 3776             | 0        |
| 2   | Monte Hotaka        | Japão (Honshū)    | 3190         | 2307             | 883      |
| 3   | Asahidake           | Japão (Hokkaidō)  | 2290         | 2290             | 0        |
| 4   | Monte Kita          | Japão (Honshū)    | 3192         | 2239             | 953      |
| 5   | Monte Ishizuchi     | Japão (Shikoku)   | 1982         | 1982             | 0        |
| 6   | Monte Miyanoura     | Japão (Yakushima) | 1936         | 1936             | 0        |
| 7   | Monte Aka           | Japão (Honshū)    | 2899         | 1916             | 883      |
| 8   | Monte Haku          | Japão (Honshū)    | 2702         | 1897             | 805      |
| 9   | Monte Chōkai        | Japão (Honshū)    | 2236         | 1891             | 345      |
| 10  | Monte Yōtei         | Japão (Hokkaidō)  | 1898         | 1878             | 20       |
| 11  | Monte Kujū          | Japão (Kyūshū)    | 1791         | 1791             | 0        |
| 12  | Monte Kisokoma      | Japão (Honshū)    | 2956         | 1751             | 1205     |
| 13  | Monte Iwate         | Japão (Honshū)    | 2038         | 1745             | 293      |
| 14  | Monte Hakkyō        | Japão (Honshū)    | 1915         | 1732             | 183      |
| 15  | Monte Rishiri       | Japão (Rishiri)   | 1721         | 1721             | 0        |
| 16  | Monte Ontake        | Japão (Honshū)    | 3067         | 1712             | 1355     |
| 17  | Monte Hiuchi        | Japão (Honshū)    | 2462         | 1637             | 825      |
| 18  | Daisen              | Japão (Honshū)    | 1729         | 1634             | 95       |
| 19  | Monte Nikkō-Shirane | Japão (Honshū)    | 2578         | 1613             | 965      |
| 20  | Monte Dainichi      | Japão (Honshū)    | 2128         | 1593             | 535      |
| 21  | Monte Tsurugi       | Japão (Shikoku)   | 1955         | 1540             | 415      |